# Dora Diamant

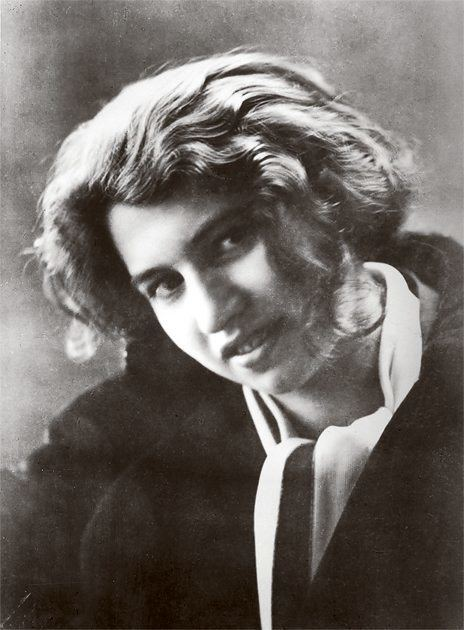
Dora Diamant, Fotografie vor 1930

Dora Diamant (Dworja Diament, jiddisch Dora Dymant); verheiratete Lask (* 4. März 1898 in Pabianice, Kongresspolen; † 15. August 1952 in London) war eine politische Aktivistin und Schauspielerin. Sie war die letzte Lebensgefährtin von Franz Kafka.

## Leben

### Familie
Dora Diamant war die Tochter von Hersz Aron Diament, einem erfolgreichen Kleinunternehmer und chassidischen Anhänger des Gerrer Rebbe. Ihre Mutter Frajda Fridl Diament starb 1912; die Familie zog nach Będzin in der Nähe der deutschen Grenze. Nach einer kurzen Ausbildung als Kindergärtnerin in Krakau zog Dora Diamant mit 21 Jahren nach Berlin, wo sie beim Berliner Jüdischen Volksheim arbeitete.

### Die Zeit mit Franz Kafka
Dora Diamant lernte als 25-Jährige im Juli 1923 den damals 40-jährigen Franz Kafka im Ostseebad Graal-Müritz kennen, wo sie als Betreuerin einer Ferienkolonie des Volksheims arbeitete. Im September des Jahres bezogen sie zusammen eine Wohnung in Berlin-Steglitz, Grunewaldstraße 13. Da in Deutschland zu dieser Zeit die Inflation ihren Höhepunkt erreichte, mussten sie aufgrund finanzieller Probleme zweimal umziehen. Franz Kafka hatte sich nun endgültig von Prag und seiner Familie gelöst; er betrachtete dies als größte Leistung seines Lebens. In ihren späteren Aufzeichnungen widersprach Dora Diamant dem Bild vom neurotischen, sexuell anormalen Dichter.  Sie bezeichnete Franz Kafka als sinnesfreudig wie ein Tier (oder wie ein Kind) und beschrieb seine Heiterkeit, Spielfreude und Lebenslust. In dieser Zeit entstand seine Erzählung Eine kleine Frau.
Heiratspläne scheiterten an dem Widerstand von Diamants Vater. Franz Kafkas Gesundheitszustand wurde in Folge seiner Lungentuberkulose zunehmend schlechter. Im April 1924 begab er sich in ein Sanatorium in Kierling bei Klosterneuburg (Niederösterreich). Dora Diamant pflegte ihn dort bis zu seinem Tod am 3. Juni 1924. Ihre Hingabe an Franz Kafka bewog dessen Eltern, Vorurteile ihr gegenüber zu überwinden. Als es um die Bestattung Franz Kafkas ging, telegrafierte Hermann Kafka: „Dora entscheidet“.
Dora Diamant behielt, gegen Franz Kafkas Absicht, von seinen Notizheften eine unbekannte Anzahl – und unbekannten Inhalts – in ihrem Besitz. Diese wurden zusammen mit ihren übrigen Papieren bei einer Razzia der Gestapo im Jahre 1933 aus ihrer Wohnung gestohlen und sind bis heute wohl im Bundesarchiv verschollen, ebenso wie Franz Kafkas Briefe an Dora Diamant.

### Späteres Leben
Dora Diamant zog nach Franz Kafkas Tod zunächst nach Berlin, wurde ab 1926 Schauspielerin in Düsseldorf, wo sie von 1927 bis 1930 in verschiedenen Produktionen auftrat. Sie trat 1930 nach abermaligem Umzug nach Berlin der KPD bei. 1932 heiratete sie den Ökonomen und Redakteur der Roten Fahne Lutz Lask (1903–1973). Am 1. März 1934 kam die gemeinsame Tochter Franziska Marianne († 12. Oktober 1982) zur Welt.
1936 floh Dora Diamant-Lask mit ihren Schwiegereltern Louis Jacobsohn und Berta Lask vor den Nationalsozialisten in die Sowjetunion. Hier wurde ihr dorthin schon geflohener Mann im Zuge der Stalinschen Säuberungen inhaftiert, während sie 1938 mit ihrer Tochter ins westliche Ausland fliehen konnte. Als sie 1940 Großbritannien erreichte, wurde sie zunächst als Enemy Alien auf der Isle of Man interniert, danach lebte sie in London. Sie starb 1952 an den Folgen eines Nierenversagens. Im Jahr darauf wurde Lutz Lask, zu dem jeder Kontakt abgebrochen war, aus der sowjetischen Lagerhaft entlassen.